# Sandro Viroli
Sandro Viroli (* 13. November 1957 in Cesena, Italien) ist ein italienisch-deutscher Journalist und Medienmanager. Seit 2011 ist er Direktor des Landesfunkhauses Sachsen des Mitteldeutschen Rundfunks.

## Leben
Viroli ist Sohn italienischer Eltern. Er wuchs zunächst in seiner italienischen Heimat in der Emilia-Romagna auf, ehe seine Familie 1960 in das Saarland übersiedelte. Er absolvierte von 1972 bis 1975 in Saarbrücken eine Ausbildung zum Kaufmann im Groß- und Außenhandel in der Automobilbranche, ehe er 1978 im Fachbereich Wirtschaft an der Staatlichen Fachoberschule Saarbrücken die Fachhochschulreife über den zweiten Bildungsweg erlangte. Während dieser Zeit engagierte er sich auch als Kreisvorsitzender der Schüler Union. Viroli absolvierte nach der erlangten Fachhochschulreife ein Studium der Betriebswirtschaftslehre an der Fachhochschule Saarbrücken.
Von 1980 bis 1985 war Viroli als redaktioneller Mitarbeiter des Saarländischen Rundfunks unter anderem für Europawelle Saar und den Aktuellen Bericht tätig. In dieser Zeit fungierte er zudem als Assistent des Chefredakteurs Hörfunk und Fernsehen und arbeitete als Redakteur des Programmbereichs ARD-Dokumentationen Politik Fernsehen. 1985 übernahm er die redaktionelle Betreuung des Sendeplatzes Treffpunkt Saar 3 beim Saarländischen Rundfunk sowie der Sendung Schlaglicht von Südwest 3. Ab 1988 war er als Erster Redakteur für die inhaltlich-konzeptionelle Konturierung und die Programmwirtschaft dieses Sendeplatzes verantwortlich. Zudem war er für die Fernsehbeziehungen des Saarlandes zur Deutschen Demokratischen Republik zuständig.
Im Dezember 1991 wechselte Viroli zum neu gegründeten Mitteldeutschen Rundfunk. Bis 1995 war er dort als Erster Redakteur im Landesfunkhaus Thüringen in Erfurt tätig und fungierte auch als Redaktionsleiter des MDR Thüringen Journals, ehe er in die Fernsehdirektion wechselte, wo er die Redaktionsleitung Nachrichten des Programmbereich Politik/Zeitgeschehen übernahm. Im September 2000 wurde er Programmbereichsleiter Familien- und Tagesprogramm und war ab 2001 die Abwesenheitsvertretung von Fernsehdirektor Wolfgang Vietze. Nachdem er ab 2005 in der strategischen Unternehmensentwicklung des Mitteldeutschen Rundfunks an Leitlinien für die Programmgestaltung gearbeitet hatte, wurde er im September 2010 als Nachfolger von Ulrike Wolf zum Direktor des Landesfunkhauses Sachsen in Dresden gewählt. Diesen Posten trat er zum Oktober 2011 an und wurde für eine zweite funfjährige Amtszeit ab 2016 sowie eine dritte vierjährige Amtszeit ab 2021 bestätigt.
Viroli ist verheiratet und Vater von zwei Söhnen.